# Ahti Heinla

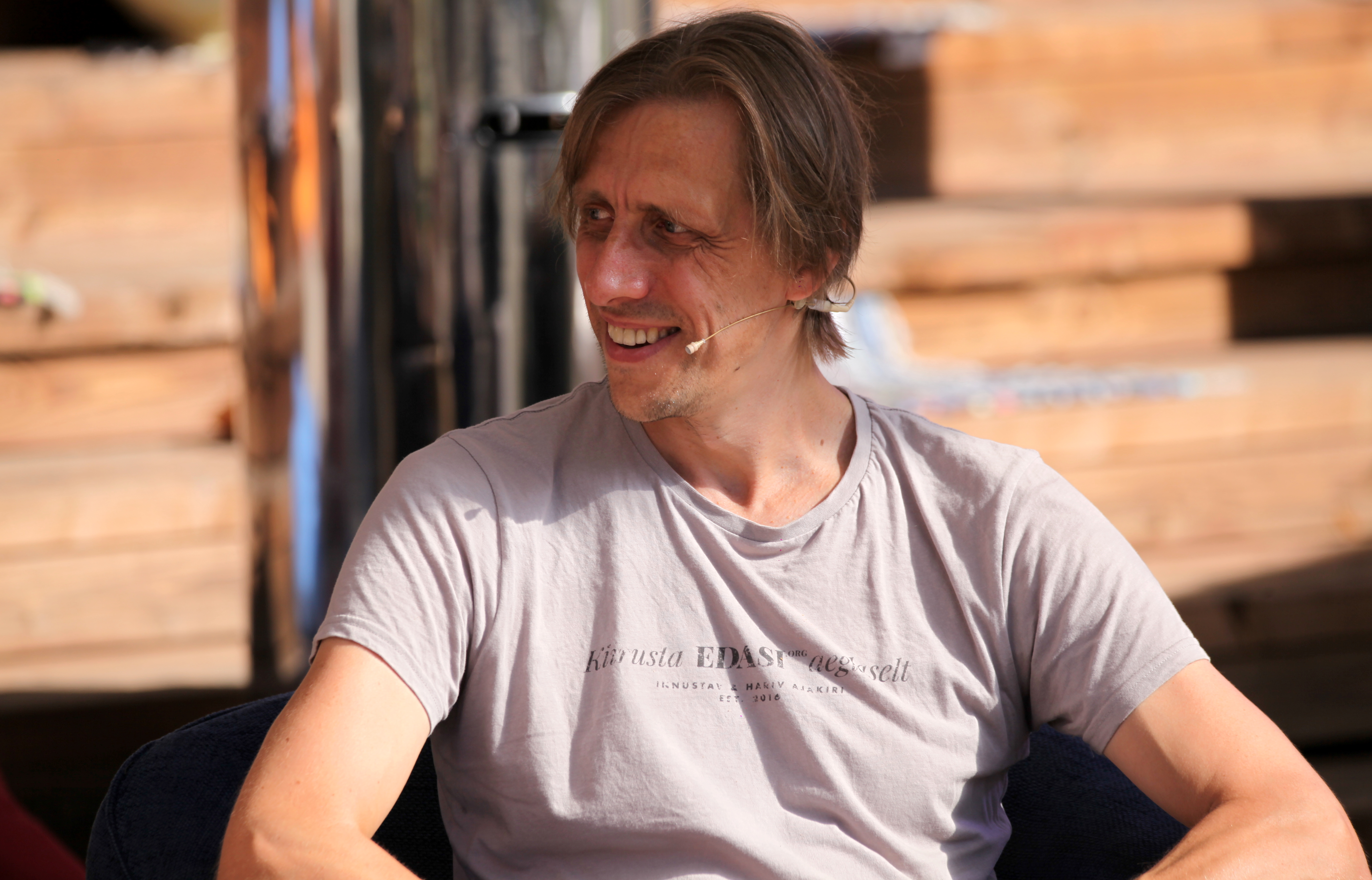
Ahti Heinla en 2022

Ahti Heinla, né le 2 mai 1972, est un programmeur estonien qui a, entre autres, participé au développement des logiciels Skype et Kazaa.

## Biographie
Il est l'un des organisateurs de l’événement Let's do it! World 2008 (Teeme ära) avec plus 50 000 personnes. 
Ahti Heinla est membre d'une organisation de protection de la nature l'"Estonian Nature Fund (en)" depuis 2006.

## Récompenses
- Ordre de l'Étoile blanche d'Estonie (Valgetähe teenetemärk 2007) classe 5
- Estonian Volunteer of the Year 2008